# Lara Nobre
Lara Nobre Cardoso Gonçalves Filomeno (São Paulo],  11 de fevereiro de 1989) é uma voleibolista indoor brasileira, atuante na posição Central, com marca de alcance de 306 cm no ataque e 290 cm no bloqueio, foi medalhista de prata no Campeonato Sul-Americano de Clubes de 2015 e 2021, ambos no Brasil.

## Carreira
Na época que cursava o ensino fundamental praticou na escola as modalidades: natação, futebol, basquete, polo aquático, ginástica olímpica e atletismo, inspirada na irmã mais velha que jogava vôlei, teve seus primeiros contatos e na quarta série começou de fato na modalidade no, Colégio Santo Américo.
Na temporada 2006-07 foi atleta Paulistano sendo convocada para Seleção Paulista Juvenil para disputar o Campeonato Brasileiro de Seleções Estaduais sediado em Brusque
Na jornada esportiva 2007-08 integrava as categorias de base do São Caetano/Blausiegel. Atuou pelo Pauta/São José e por este clube na edição da Liga Nacional de 2010 alcançou o terceiro lugar e obteve a promoção a elite nacional, e disputou a primeira Superliga Brasileira A 2010-11 e finalizou na última colocação.
Transferiu-se para o Mackenzie/Cia do Terno nas competições do período esportivo 2011-12, conquistando o vice-campeonato na edição do Campeonato Mineiro de 2011e disputando mais uma edição da Superliga Brasileira A, e finalizou na sétima colocação nesta competição.
Transferiu-se para o Pinheiros na temporada 2012-13 alcançando a quarta colocação no Campeonato Paulista de 2012 e encerrou na sexta posição da Superliga Brasileira A 2012-13.
Na temporada 2013-14, sagrou-se pelo E.C. Pinheiros, vice-campeã da Copa São Paulo de 2013 e disputou a correspondente Superliga Brasileira A encerrando na sexta colocação ao final da competição.
Transferiu-se para o Molico/Osasco na temporada de 2014-15 encerrando com o vice-campeonato da Superliga Brasileira A 2014-15 e encerrou na quarta posição na Copa Brasil de 2015, e com a medalha de prata na edição do Campeonato Sul-Americano de Clubes realizado em Osasco.
Retornou ao Pinheiros/Klar na temporada 2015-16, sagrando-se campeã da Copa São Paulo de 2015 e sagrou-se vice-campeã na edição da Supercopa de 2015, realizada em Itapetininga  e competiu por este time na Superliga Brasileira A 2015-16 alcançando ao final a sétima posição.
Foi contratada pelo Fluminense F.C. na temporada 2016-17 foi e campeã do Campeonato Carioca de 2016e vice-campeã da Superliga Brasileira B de 2016.Na temporada seguinte pelo Fluminense foi vice-campeã do Campeonato Carioca em 2017, em sua última temporada, disputou as competições de 2018-19, sendo vice-campeã do Campeonato Carioca de 2018.
Foi anunciada como reforço do SESC-RJ na temporada 2019-20, sendo campeã do Campeonato Carioca de 2019,.No período seguinte, atuou pelo Itambé/Minas, conquistando o título do Campeonato Mineiro de 2020, da Copa Brasil de 2021, do Campeonato Sul-Americano de Clubes de 2021, terceiro lugar no Torneio Troféu Vôlei e conquista seu primeiro título de superliga.
Em 2023, foi convocada para seleção brasileira pelo técnico José Roberto Guimarães e no Japão sofreu pela primeira vez uma grave lesão e foi submetida a uma cirurgia.Nos jornadas esportivas de 2021-22, 2022-23, 2023-24 e 2024-25, foi contratada pelo Fluminense sendo vice-campeã carioca nos anos de 2021, 2022 e 2023, sendo campeã em 2024. 

## Vida pessoal
Desde 2017 vem sendo noticiado o namoro com ex-goleiro de futebol Diego Cavalieri.

## Títulos e resultados
- Superliga Brasileira A:2020-21
- Superliga Brasileira A:2014-15
- Supercopa Brasileira de 2015
- Copa Brasil:2020, 2021
- Campeonato Carioca: 2016, 2019, 2024
- Campeonato Carioca: 2017, 2018, 2021, 2022, 2023
- Campeonato Paulista: 2014
- Campeonato Mineiro:2020
- Campeonato Mineiro:2011
- Campeonato Catarinense:2010
- Copa São Paulo:2013